# تارومی-کو، کوبه

تارومی-کو در کوبه

تارومی-کو، کوبه (انگلیسی: Tarumi-ku, Kobe) is one یکی از نه مناطق شهری ژاپن کوبه (شهر)، ژاپن است که. مساحت آن ۲۶٫۸۹ کیلومتر مربع و جمعیت آن ۲۱۹٬۹۵۸ نفر (۲۰۰۸) است.